# 阿尔萨莫萨塔
阿尔萨莫萨塔是位于亞美尼亞索菲尼地区，临近幼发拉底河的一座城市，由奧龍特王朝国王阿薩姆斯一世于公元前3世纪建立，后在前1世纪被遗弃和摧毁。中世纪它被称为阿什穆舍特（Ashmushat）。罗马与拜占庭时期，被称作阿尔莫索塔（Ἀρμόσοτα）和阿尔萨莫索塔（Ἀρσαμόσοτα） 。
该城被认为是现在的卡浦特（埃拉泽），其他推测的地点介于卡浦特与帕盧之间。也有认为该城位处被称作哈巴拉（Habara）的废弃定居点，其位于埃泽拉以东60千米处，这是一些当今学者确定的位置，如今该地点大部分都淹没在凯班大坝之下。
如今阿尔萨莫萨塔被列为天主教會的一个领衔教区。